# Actinopus vilhena
Espèce
Actinopus vilhena est une espèce d'araignées mygalomorphes de la famille des Actinopodidae.

## Distribution
Cette espèce est endémique du Brésil. Elle se rencontre au Rondônia, au Mato Grosso et au Mato Grosso do Sul.

## Description
Le mâle holotype mesure 17,38 mm.
Le mâle décrit par Sherwood, Ríos-Tamayo, Pett et Hinchcliffe en 2023 mesure 15,8 mm.

## Systématique et taxinomie
Cette espèce a été décrite par Miglio, Pérez-Miles et Bonaldo en 2020.

## Étymologie
Son nom d'espèce lui a été donné en référence au lieu de sa découverte, Vilhena.

## Publication originale
- Miglio, Pérez-Miles & Bonaldo, 2020 : « Taxonomic revision of the spider genus Actinopus Perty, 1833 (Araneae, Mygalomorphae, Actinopodidae). » Megataxa, vol. 2, no 1, p. 1-256.